# Hias (Sänger)

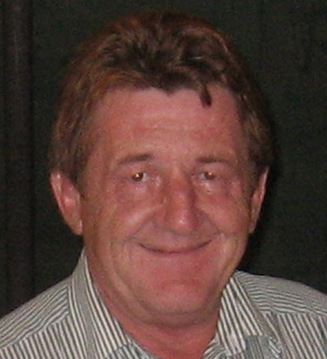
Hias (Juni 2007)

Hias war der Künstlername von Erich Mathias Mayer (* 3. November 1950 in Johnsbach, Steiermark; † 7. Juli 2007 in Donnersbach, Steiermark), einem österreichischen Sänger, Humoristen und Ziehharmonikaspieler. Im deutschsprachigen Raum wurde er einem breiten Publikum durch regelmäßige Auftritte in der Sendung Musikantenstadl als Sidekick von Karl Moik bekannt.

## Leben
Mayer wuchs am Erbsattel nahe Schloss Kassegg in der Steiermark auf. Mit zwölf Jahren verlor er durch einen Unfall seine Zähne. Er begann mit Grimassenschneiden und wurde bald als Blödelbarde bekannt. Zunächst trat er mit einem Freund als Duo Ruap und Hias, später mit den Fidelen Köflachern und den Ennstal-Musikanten auf. Mit dem Ligister-Trio und dem Titel „Übern Laurenziberg“ bekam er 1981 einen Auftritt im Musikantenstadl bei Karl Moik. Der Auftritt war ein so großer Erfolg, dass „Hias“ bis 1991 regelmäßig in dieser Sendung auftrat, als „Urvieh der Nation“ jeweils seine Späße machte und meist auch neue Titel sang.
1990 nahm „Hias“ für Österreich am Grand Prix der Volksmusik teil, erreichte mit seinem Titel „Was macht a Papagei in an Solarium“ jedoch nur den letzten Platz bei der Vorentscheidung. Neben lustigen Stimmungshits hat er auch bekannte Volkslieder und Wienerlieder aufgenommen.
Er galt als Virtuose auf der  steirischen Harmonika und blieb der traditionellen  Volksmusik eng verbunden.
Gemeinsam mit dem Quintett Sepp Mattlschweiger’s Juchee stand „Hias“ bis zuletzt auf der Bühne. Privat galt er als nachdenklicher, sensibler und sehr musikalischer Mensch.
Am 7. Juli 2007 nahm sich der Künstler in seiner Wohnung in Donnersbach wenige Stunden vor einem geplanten Auftritt mit dem Ligister Trio in Oberösterreich mit seinem Jagdgewehr das Leben. Die Trauerfeier für ihn fand am 12. Juli 2007 im Beisein mehrerer hundert Menschen in seinem Heimatort Donnersbach statt, seine Urne wurde später auf dem örtlichen Friedhof im Familienkreis beigesetzt.
Mayer war von 1974 bis 2005 verheiratet und hatte mit seiner geschiedenen Frau vier Töchter.

## Erfolgstitel
- Übern Laurenziberg
- I bin a Steirabua
- Hiasl-Polka
- Endlich is die Wochn aus – Dachstein-Lied
- Mein Friederich
- Hagenbrunner Lied
- Die Dorffeuerwehr
- Pfiff-Polka
- A so a Schwipserl
- Kuhtutt’nmuch
- Waldhansl
- Oberkrainer Cha-Cha-Cha
- Ein Indianer in Tirol
- Fiakerlied
- Was macht der Papagei in an Solarium

## Diskografie
- Der Huaber, der Meier und I – Ruap & Hias, 1975
- Original Ligister Trio mit Hias – Ligister Trio mit Hias, 1979
- Zu Dir liebe Heimat – Ligister Trio mit Hias, 1980
- Der Huber, der Mayer und Hias – Ligister Trio mit Hias, 1981
- Bergkameraden sind Freunde – Ligister Trio mit Hias, 1981
- Blumen zum Ehrentag – Ligister Trio mit Jodlerin Resi & Hias, 1982
- Heut san ma lustig – Ligister Trio mit Jodlerin Resi & Hias, 1982
- Für Stimmung und fürs Herz – Ligister Trio mit Jodlerin Resi & Hias, 1983
- Heut san ma lustig – D’Kasermandl, Ligister Trio mit Jodlerin Resi & Hias, 1983
- Beim Schützenhias – Ligister Trio, D´Kasermandl, Hias, 1984
- Lausbuam san ma – Hias & Karl Moik, 1984
- Was soll i mit die Handerl machen – Hias & seine Töchter, 1986
- Das Beste vom Ligister Trio & Hias – Ligister Trio mit Hias, 1995
- Hias 3000 feat. Hias – Hias, 2001
- Übern Laurenziberg – Hias, 2003
- Ligister Trio Gold & Platin – Ligister Trio mit Jodlerin Resi & Hias, 2004

## Filmografie
- Ein Schloß am Wörthersee – Gaststar (sich selbst darstellend) in Episoden 20, 24, 25 und 27, 1991–92[4]
- Almenrausch und Pulverschnee – Gendarm Hias, 1992